# Bona (Safané)
Pour les articles homonymes, voir Bona.
Ne doit pas être confondu avec Bona (Léna).
Bona est une commune située dans le département de Safané de la province du Mouhoun au Burkina Faso.

## Histoire
C'est dans cette ville que débute la guerre du Bani-Volta en 1915 qui fit contre les troupes coloniales environ 30 000 morts.[réf. nécessaire]

## Démographie
| 2003  | 2006  | 2012 |
| ----- | ----- | ---- |
| 1 143 | 1 580 | -    |

## Santé et éducation
Le centre de soins le plus proche de Bona est le centre médical (CMA) de Safané.